# Ісії Хіросі (плавець)
Ісії Хіросі (21 вересня 1939) — японський плавець. Срібний медаліст Олімпійських Ігор 1960 року.